# Бекенов, Асхат Сакибеденович
Асхат Сакибеденович Бекенов (каз. Асхат Сақибеденұлы Бекенов, род. 26 марта 1965, село Миялы, Гурьевская область) — советский, казахский инженер, депутат Мажилиса Парламента Республики Казахстан IV и V созывов.

## Биография
В 1987 г. окончил факультет «Технология машиностроения, металлорежущие станки и инструменты» Казахского политехнического института имени В. И. Ленина.
В 1987—1990 гг. работал на заводе имени Петровского в Гурьеве — инженером-технологом, мастером, начальником цеха; в 1990—1991 гг. был секретарём комсомольской организации этого же завода.
В 1992—1993 гг. работал на Гурьевской сельскохозяйственной опытной станции (полевод, заведующий машино-тракторной мастерской), в 1993—1995 гг. — директор МП «Кожа»; в 1995—1996 гг. — в областном управлении сельского хозяйства (главный специалист отдела маркетинговой службы и инвестиционной политики).
С 1996 г. — частный предприниматель, директор ТОО «Дана» (с 2000 г. — ТОО «Торговый дом Дана»).
С 2006 года — аким пос. Сарыкамыс Жылыойского района Атырауской области, одновременно — заместитель акима г. Атырау. С 2007 года — аким Жылыойского района Атырауской области.
В августе 2007 г. от народно-демократической партии «Нур Отан» избран депутатом Мажилиса Парламента Республики Казахстан IV созыва; с 18 января 2012 г. — депутат Мажилиса Парламента Республики Казахстан V созыва. В обоих созывах — член Комитета по экономической реформе и региональному развитию.

### Семья
Жена — Иманбай Роза Қабиқызы (род. 1965 Актюбинской области г Шалкар). Дети:
- дочери — Ардак Бекенова (род. 1987), Айсулу Хисамеденова (род. 1995);
- сын — Аслан Бекенов (род. 1988).

## Награды
- Памятный знак «МПА СНГ. 25 лет» (27 марта 2017 года, Межпарламентская ассамблея СНГ) — за содействие в деятельности Межпарламентской Ассамблеи и её органов[2].